# EMAS (sistem ravnanja z okoljem)
Shema EMAS (Eco Management and Audit Scheme) je namenjena ocenjevanju in izboljšanju okoljskega učinka v oganizacijah ter informiranje javnosti o tem področju. Shema EMAS postavlja kot osnovo zahteve iz standarda ISO 14001, dodaja pa jim strožje zahteve za izpolnjevanje zakonskih zahtev, komuniciranja z javnostjo in vključevanje zaposlenih ter obvezuje organizacije, da letno pripravijo in objavijo overjeno okoljsko izjavo. Organizacije, kljub zakonodajnim osnovam, v shemi sodelujejo prostovoljno.

## Ključni elementi sheme EMAS
- Izvajanje: vsakoletna priprava ciljev okoljske politike ter aktivnosti za izvedbo in ocenitev teh ciljev;
- Kredibilnost: neodvisna presoja potrjuje ustreznost zastavljenih aktivnosti in podanih informacij;
- Transparentnost: okoljska izjava podaja javno informacijo o okoljski uspešnosti organizacije.

## Cilj sheme EMAS
Cilj sheme EMAS je spodbujanje nenehnega izboljševanja okoljske uspešnosti organizacij z:
- vzpostavitvijo in izvajanjem sistemov okoljskega ravnanja v organizacijah,
- sistemskim, objektivnim in rednim vrednotenjem učinkovitosti teh sistemov,
- zagotavljanje informacij o okoljski uspešnosti in odprtim dialogom z javnostjo in drugimi zainteresiranimi stranmi,
- dejavnim vključevanjem zaposlenih v organizaciji.

Na področju zakonskih zahtev ni dovolj, da postavi organizacija postopek za prepoznavanje relavntnih zakonskih zahtev, z rezultati mora dokazovati izvajanje teh zahtev in njihovo nenehno doseganje. Te zakonske kriterije mora organizacija upoštevati pri prepoznanju ter ocenjevanju okoljskih vidikov, to je vseh elementov dejavnosti, proizvodov ali storitev organizacije, ki lahko vplivajo na okolje. Poleg zakonskih zahtev mora upoštevati tudi mnenja zainteresiranih strank, predvidljive izredne razmere, pretekle, sedanje in prihodnje aktivnosti... Organizacija se ne sme omejiti samo vidike, ki izhajajo iz njene dejavnosti (npr. emisije v vodo, raba naravnih virov, raba energentov...) ampak mora prepoznati in ovrednotiti vidike, ki jih povzročajo drugi, a ima vpliv nanje (npr. raba in odstranitev našega proizvoda, transport, ki ga izvajajo pogodbeniki, ravnanje dobaviteljev ...).
Organizacija mora vzpostaviti z javnostjo in drugimi zainteresiranimi odprt dialog o svojih okoljskih vidikih, da bi ugotovili področja, ki jih zanimajo oziroma skrbijo, in s tem prevzela aktivno in vodilno vlogo v odnosih z njimi. V proces nenehnega izboljševanja mora vključiti čim širši krog zaposlenih. Vključenost pomeni sodelovanje pri aktivnostih, vključno s strokovnim izpopolnjevanjem.

## Okoljska izjava
Namen okoljske izjave je posredovati javnosti in drugim zainteresiranim stranem okoljske informacije o vplivih na okolje in nenehnem izboljševanju okoljske uspešnosti organizacije pri kupcih, dobaviteljih, okolici, pogodbenikih in zaposlenih.
V okoljski izjavi morajo biti predstavljeni pomembni neposredni in posredni okoljski vidiki in vplivi na okolje, z njimi povezani okoljski cilji ter povzetek podatkov o doseženem okoljskem učinku glede na zastavljene cilje. Podatki morajo biti predstavljeni tako, da se zainteresirani prepričajo o izboljšanju okoljskega učinka, kadar pa cilj ni dosežen, se navede razloge. Podatki se prikazujejo tako, da omogočajo večletno primerjavo in izkazovanje napredka rezultatov ravnanja z okoljem. Podatki morajo omogočati primerjanje z zahtevami okoljske zakonodaje.

## Verifikacija in registracija
V vsaki državi članici EU pristojni organ vodi register EMAS. V Sloveniji je pristojni organ Ministrstvo za okolje in prostor, v čigar imenu izdaja odločbe o registraciji Agencija RS za okolje. Organizacije, ki želijo biti vpisane v register EMAS, morajo predložiti vlogo in dokumentacijo, da izpolnjujejo predpisane zahteve. Te zahteve preverjajo/verificirajo akreditirani okoljski preveritelji. Postopek verifikacije vsebuje pregled dokumentacije, certifikacijsko presojo, validacijo okoljske izjave in preverjenih informacij po uspešno izvedeni certifikacijski presoji. 

## Uporaba znaka EMAS
Z registracijo v shemo EMAS dobijo organizacije pravico do uporabe logotipa EMAS. Pod logotipom EMAS mora biti obvezno zapisano, da gre za preverjen sistem ravnanja z okoljem s številko registracije, ki jim jo je podelil pristojni organ.

## Razvoj sheme EMAS
Prvi regulativni dokument, ki je vzpostavil sistem ravnanja z okoljem in okoljskega preverjanja (Environment manegment and auditing sheme EMAS), je 1836/1993/EEC. Po reviziji, ki je sledila petletni uporabi sistema, je v marcu 2001 obstoječi dokument nadomestil 761/2001/EC. 25. novembra 2009 je bil dokument drugič spremenjen in 22. decembra objavljen v Uradnem listu EU kot Uredba (ES) št. 1221/2009, ki se je začela uporabljati 11. januarja 2010.  Sistem je s priključitvijo Evropski uniji začela izvajati tudi Slovenija, zakonska osnova za vključevanje v sistem EMAS je postavljena z Zakonom o varstvu okolja.